# Света Петка (Живово)
Вижте пояснителната страница за други значения на Света Петка.
„Света Петка“ (на македонска литературна норма: „Света Петка“) е възрожденска църква в мариовското село Живово, Северна Македония, част от Прилепецко-Витолищка енория на Преспанско-Пелагонийската епархия на Македонската православна църква – Охридска архиепископия.
Църквата е гробищен храм и е разположена в югозападната част на селото. Изписана е в 1893 година.